# Liwiec
Liwiec (vyslovnost /Livjɛt͡s/, také Liw, výslovnost /Liv/ ) je řeka v Polsku, která protéká Mazovským vojvodstvím. Její délka činí přibližně 142 km.
Řeka protéká sídly Wyszków, Pogorzelec, Liw, Węgrów, Mokobody, Pruszyn, Barchów, Urle, Starowola, Starawieś, Sekłak, Łochów, Świniotop, Strachów a Puste Łąki. Ústí do řeky Západní Bug (polsky Bug), která se vlévá do řeky Narew, jež se následně vlévá do Visly, nejdelší řeky v Polsku.

## Galerie

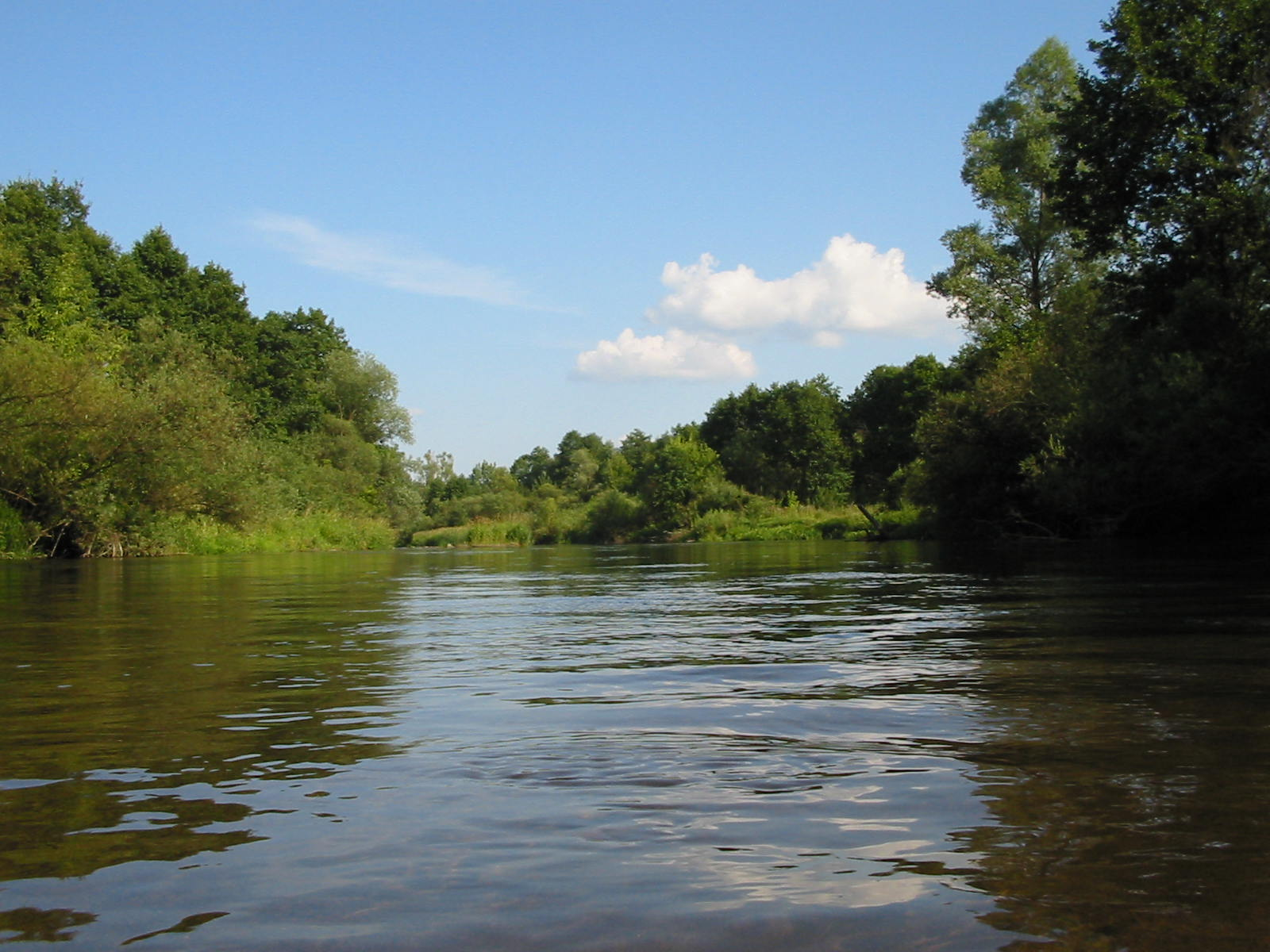
Liwiec poblíž města Wyszków
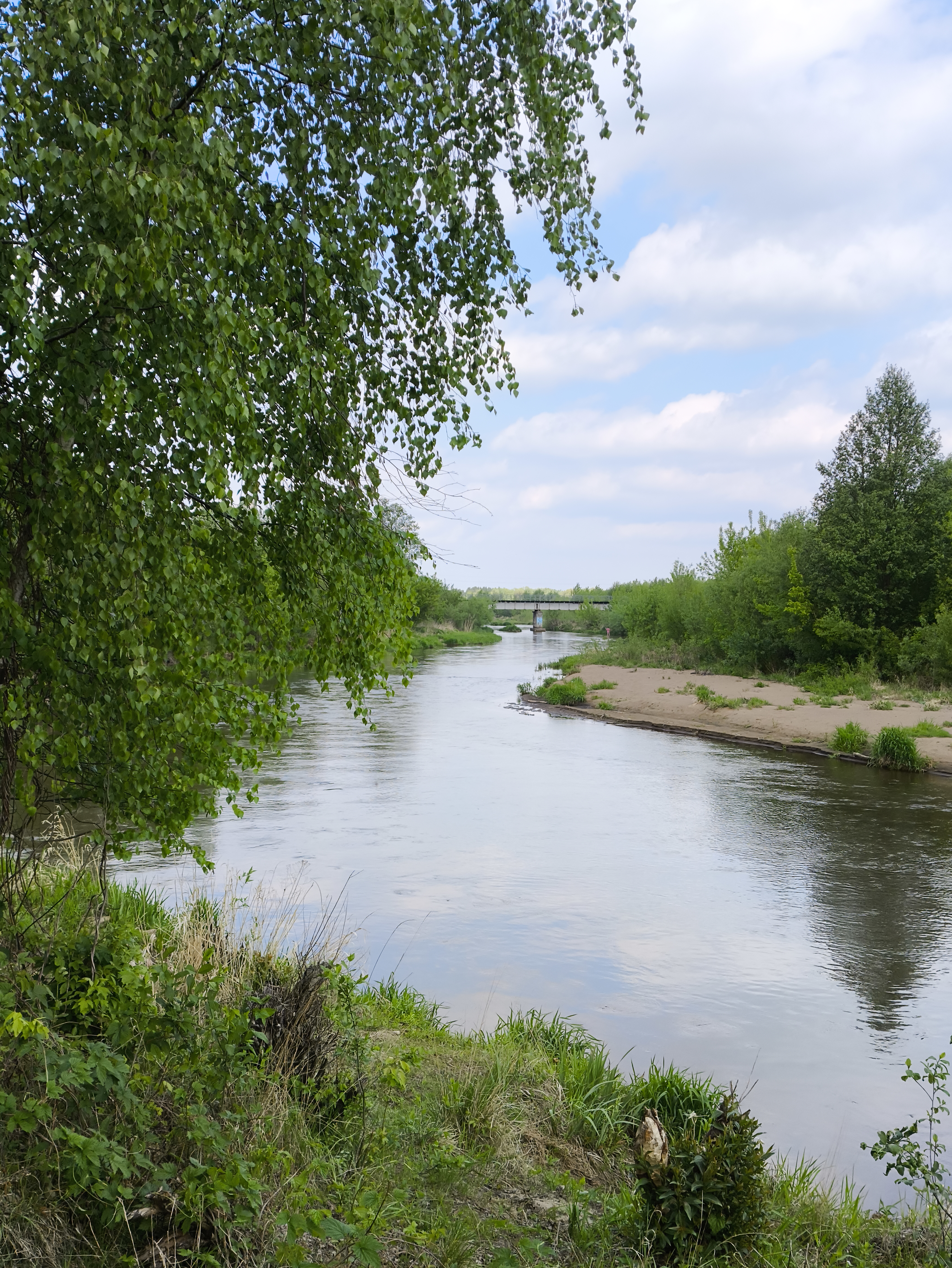
Liwiec v obci Kameńczyk
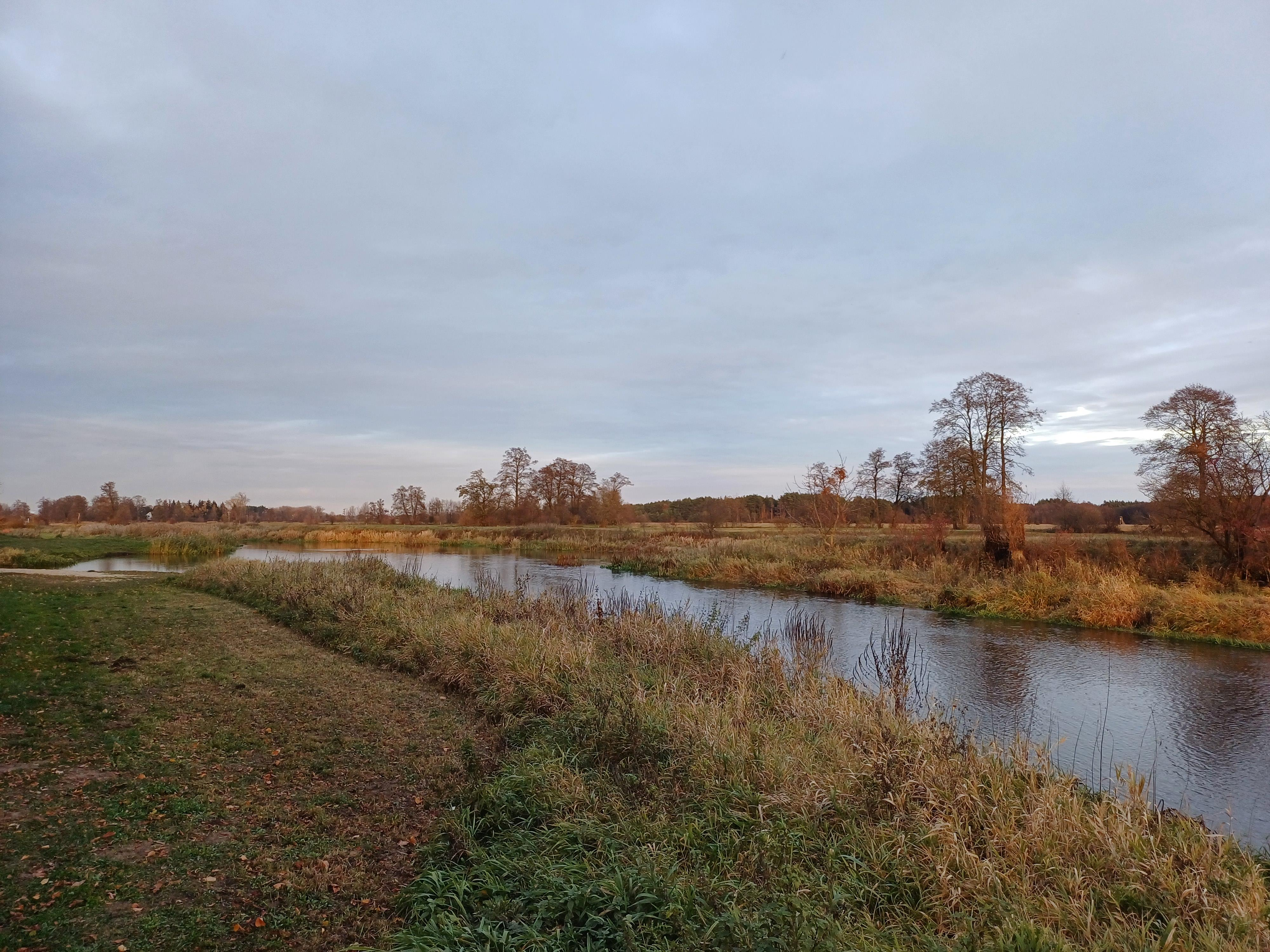
Liwiec ve městě Liw
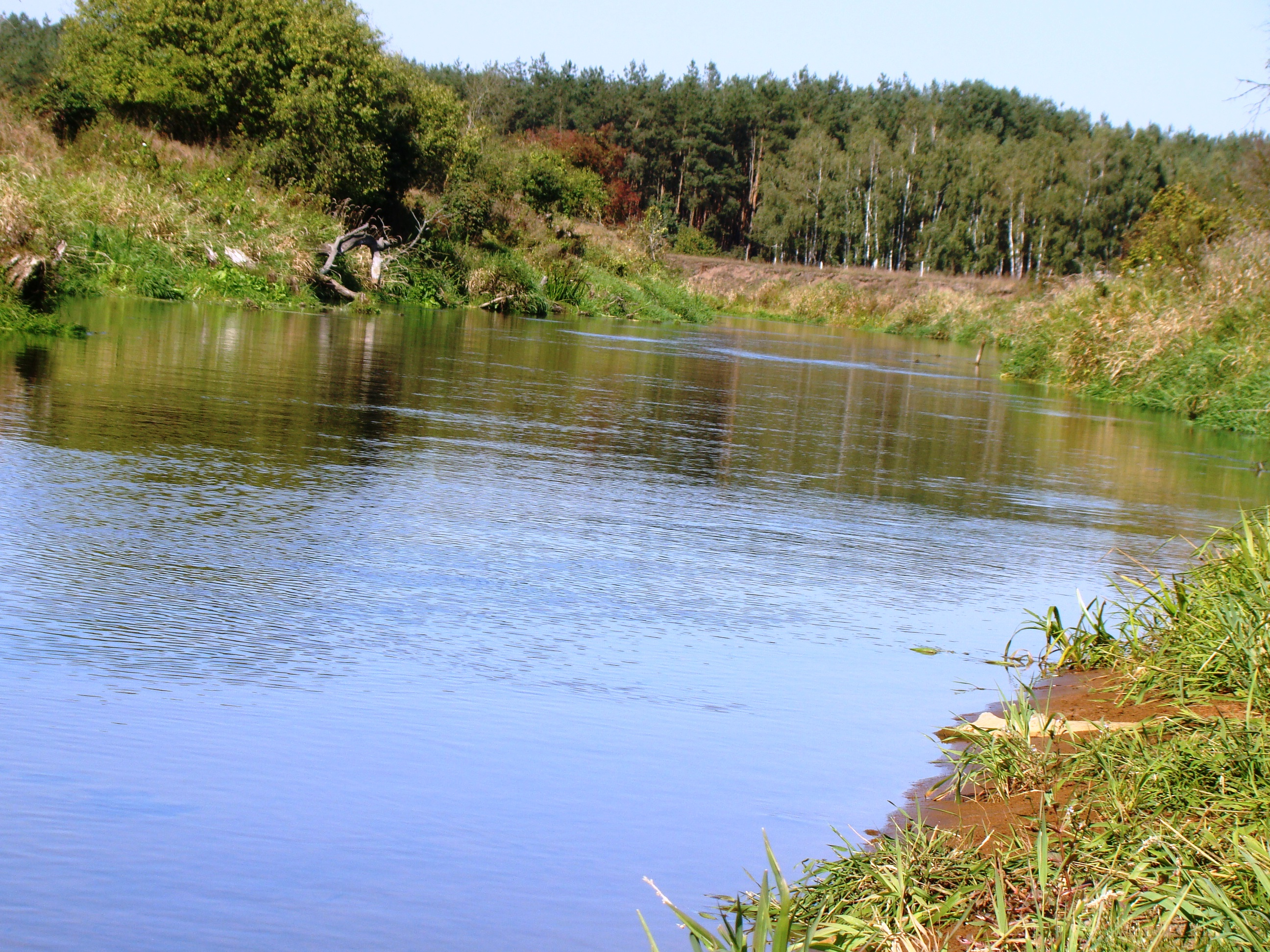
Liwiec poblíž vesnice Starawieś